# Ik zoek, ik zoek een kinderboek
Ik zoek, ik zoek een kinderboek was een Nederlands schooltelevisieprogramma van de NOT. Het doel van het programma was het aanzetten tot lezen van boeken door leerlingen in de basisschoolleeftijd. De vijftien afleveringen werden uitgezonden tussen april 1983 en juli 1989. Onder andere de acteurs Bart Steenbeek en Will van Selst speelden een rol in een of meerdere afleveringen van de serie. 
Kinderboekenschrijver Jan 't Lam was als didactisch medewerker bij de NOT verantwoordelijk voor de inhoud van Ik zoek, ik zoek een kinderboek, hij schreef ook een handleiding en werkboek voor het gebruik in het klaslokaal. Na het succes van het eerste seizoen maakte 't Lam ook een versie voor leerlingen van de middelbare school, Boek in beeld, waar fragmenten uit boeken afkomstig van de literatuurlijst werden uitgespeeld en inhoudelijk besproken.